# Ernesto Rafael Pérez
Ernesto Rafael Pérez Reyes (La Vela de Coro, 19 de diciembre de 1949), reconocido con el apodo de “Faengo”, es un abogado, especialista en derecho municipal y derecho administrativo, profesor de la Universidad de Falcón (UDEFA), locutor, autor y columnista venezolano.

## Infancia y juventud
Ernesto Pérez nació en la población de Bariro, La Vela de Coro (estado Falcón), el 16 de diciembre de 1949. Es hijo de Francisco Antonio Pérez Suárez, albañil, y de Damasa Antonia Reyes Fonseca, ama de casa. Tiene siete hermanos: Elba, Emilia, Hilda, Josefa, Micaela, Francisco y Edgar.

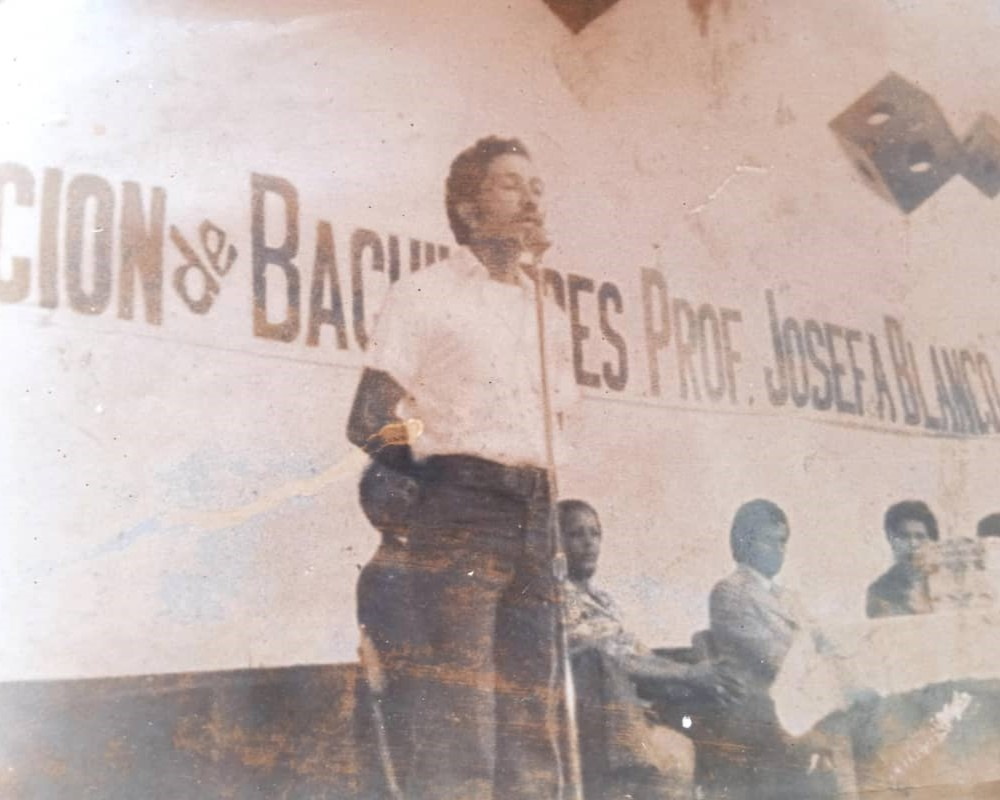
Ernesto Pérez como Orador en la Graduación de la Primera Promoción de Bachilleres del Liceo Ezequiel Zamora (Puerto Cumarebo, 4 de octubre de 1974).

Cuando era niño, se trasladó con sus padres a Puerto Cumarebo, donde realizó sus estudios de primaria. Al terminar la primaria, se unió a las protestas estudiantiles para solicitar la apertura de un liceo público en Puerto Cumarebo. Esta solicitud fue atendida y se abrió el Liceo Ezequiel Zamora en Puerto Cumarebo, institución de la que se graduó en la primera promoción de bachilleres en el año 1974. En su acto de graduación, pronunció el discurso en representación de los graduandos.
Recibió una beca Gran Mariscal de Ayacucho (Fundayacucho) para estudiar derecho en la Universidad de Carabobo, en Valencia, Venezuela. Se graduó como abogado en el año 1982 y regresó a Puerto Cumarebo, donde inició su ejercicio profesional. 

## Trayectoria profesional
A lo largo de su carrera, Ernesto “Faengo” Pérez ha desempeñado varios cargos públicos y privados. Algunos de ellos son los siguientes:
- Entre 1980 y 1984, ejerció el cargo de secretario del Concejo Municipal del Distrito Zamora, actualmente conocido como el Municipio Zamora en el estado Falcón.[2]

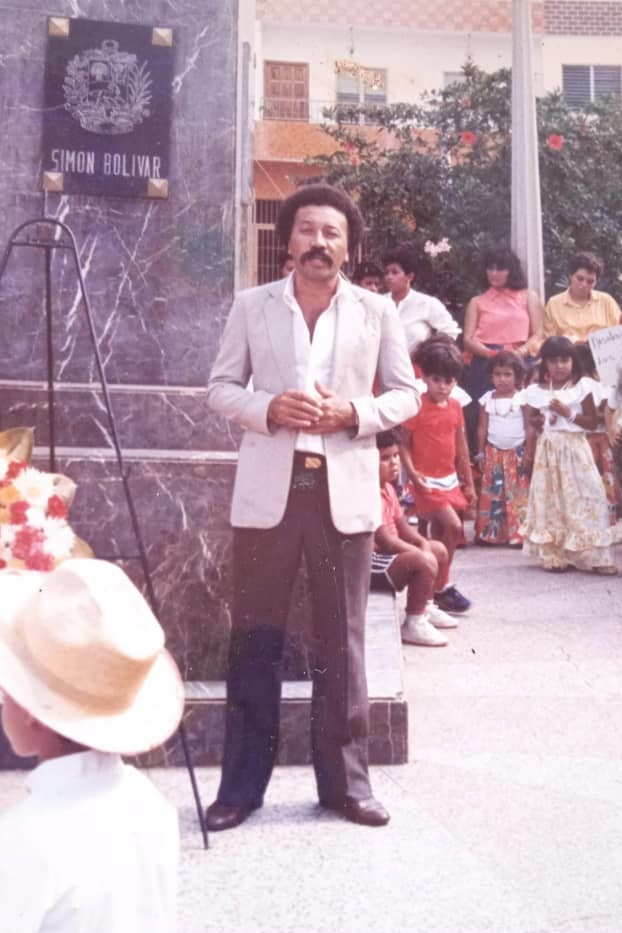
Ernesto Pérez, Concejal, pronunciando un discurso en conmemoración del Día de la Raza. 12 de octubre de 1990.

- En 1989, resultó electo concejal del Municipio Zamora por el partido socialcristiano COPEI. Su período legislativo se extendió desde 1989 hasta 1992, y se caracterizó por una activa campaña contra la contaminación ambiental producida por la empresa Cementos Caribe, un esfuerzo que buscaba proteger la salud y el bienestar de los habitantes de la zona.[3][4]

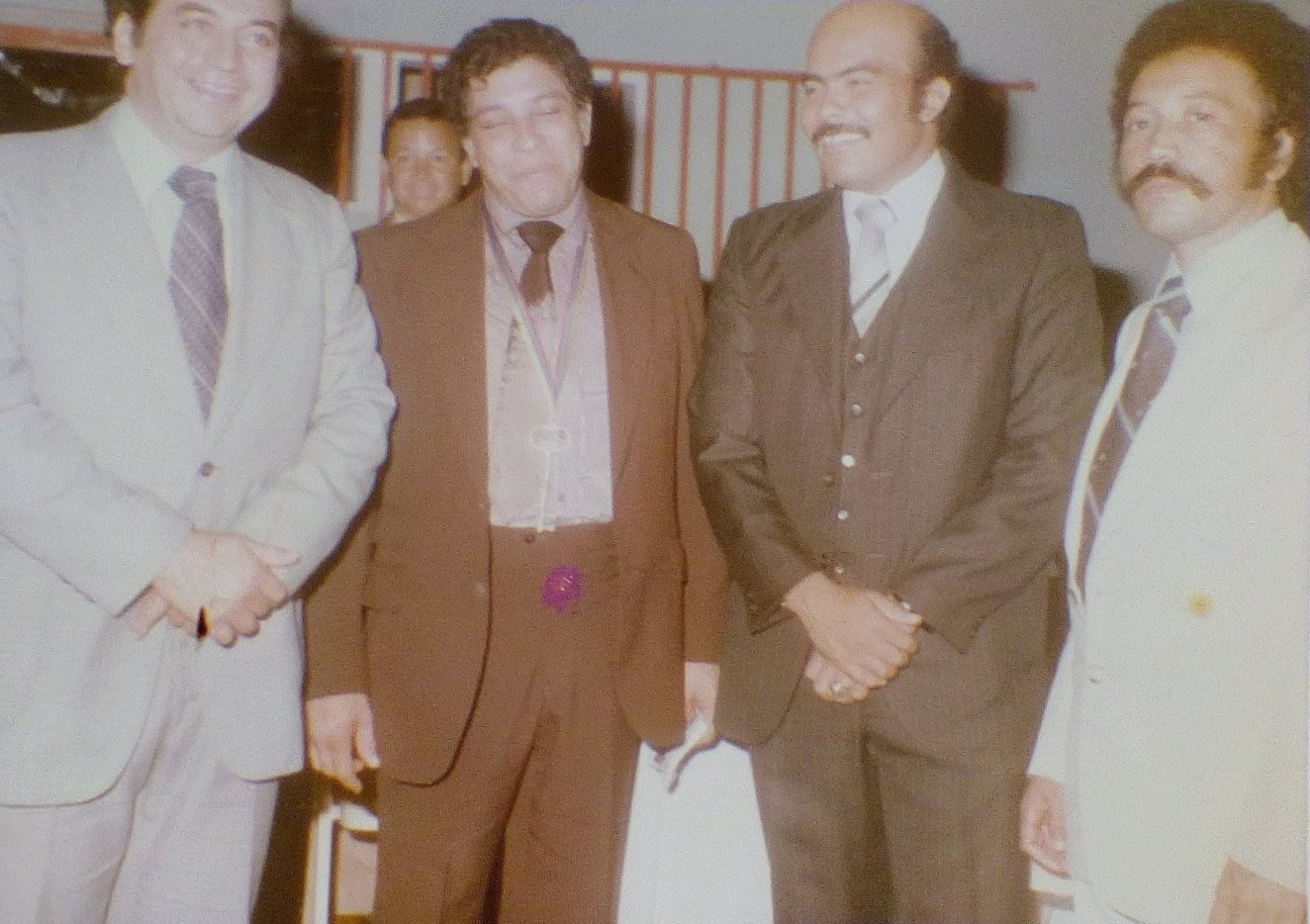
Sesión Solemne del 22 de julio de 1980 (de izq. a der.): Ing.José Curiel, Dr. Alejandro Zahlout, Dr. Jesús Delgado y Dr. Ernesto Pérez

- En 1994, fundó y lideró el Instituto Falconiano de Estudios Municipales (IFADEM), una organización no gubernamental que brinda asesoría legal y organizacional a los municipios del estado Falcón. En esta labor, impulsó proyectos orientados al desarrollo local, la participación ciudadana y la modernización administrativa.[5]

- De 1999 a 2002, fue asesor jurídico del Municipio Zamora, bajo la gestión del alcalde Orlando Millán. En esta función, participó en la elaboración y revisión de varios instrumentos normativos y contratos usados en la administración municipal.

- Entre 2002 y 2006, se desempeñó como contralor municipal del Municipio Zamora, realizando funciones de supervisión de las finanzas públicas y control fiscal de los recursos municipales. En su cargo, efectuó auditorías, inspecciones y evaluaciones de las distintas dependencias y entidades vinculadas al municipio.

- En dos ocasiones distintas, en los períodos de 1999-2000 y 2021-2023, fue nombrado como síndico municipal del Municipio Zamora, ejerciendo como el representante legal del municipio ante los órganos judiciales y administrativos.[6]

- A partir de 2005, desempeña el rol de profesor en las áreas de derecho municipal y derecho administrativo en la Universidad de Falcón (UDEFA).[7]  Además, ha sido invitado con regularidad a impartir cursos de postgrado en la Maestría en Gestión Pública de la Universidad Nacional Experimental Francisco de Miranda.[8]

## Publicaciones
Entre sus publicaciones se encuentran:
- Recuento de cuentos (1984). Una colección de relatos cortos sobre la vida cotidiana en Puerto Cumarebo, su ciudad natal.[9]

- El concejo municipal como órgano de gobierno (1999). Un estudio sobre la naturaleza jurídica, la estructura y las funciones del concejo municipal en Venezuela.[10]

- Para devolver el tiempo (2008). Un homenaje a su hijo menor, Ernesto Rafael ("Tico"), quien perdió la vida en un violento tiroteo en 2007. El libro recoge sus pensamientos y emociones en busca consuelo y sentido en medio del dolor y la injusticia.[11] Se pueden encontrar extractos de este libro en un blog creado por él mismo.[12]

- Galleros de Cumarebo (2014). Una crónica sobre la tradición gallística en Puerto Cumarebo y sus protagonistas, entre los que se encuentra su padre, Francisco Antonio Pérez Suárez, quien fue un reconocido gallero y árbitro de peleas de gallos en el estado Falcón.[13]

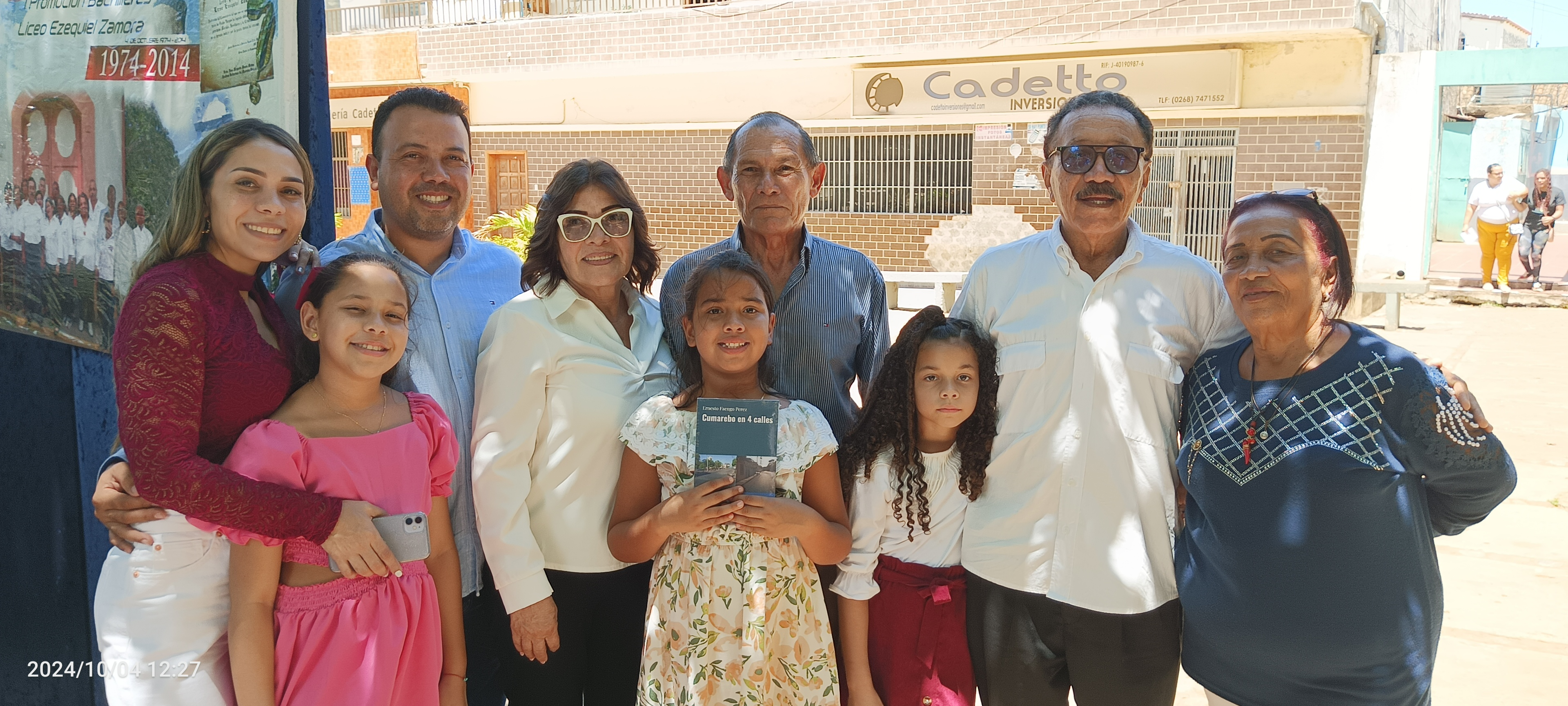
Posan el Dr. Ernesto Pérez, su esposa Leida González de Pérez, sus hijos Erick y Eryle, sus nietas Natalia, Thamara y Alexandra, así como su hermana Josefa y su cuñado Pancho González

- Posan el Dr. Ernesto Pérez, su esposa Leida González de Pérez, sus hijos Erick y Eryle, sus nietas Natalia, Thamara y Alexandra, así como su hermana Josefa y su cuñado Pancho GonzálezCumarebo en 4 Calles (2024). Es el mas reciente libro en su haber, contiene 35 anécdotas, relatos e historias ocurridas dentro de las calles de Puerto Cumarebo, su ciudad. las cuales han sido publicadas a través de su periódico PICA y JUYE, y en su columna semanal en el Diario La Mañana. El libro fue bautizado el 04 de octubre de 2024, en el marco de los actos de Celebración del 50 aniversario de la Primera Promoción de Bachilleres del Liceo Ezequiel Zamora, donde el Dr. Ernesto Faengo Pérez, junto a sus compañeros de bachillerato, y con la especial compañía de quien es el Padrino de esta obra, el Alcalde del Municipio Orlando Millán, bautizaron y dieron a conocer al publico.

## El Pica y Juye
Pérez es columnista y editor del “Pica y Juye”, un periódico informativo y de opinión que se distribuye en el estado Falcón desde 1974. El nombre del periódico se refiere a un pájaro caracterizado por su pico afilado y su canto melodioso, que representa la personalidad del autor.
El periódico surgió como una forma de expresar sus opiniones y críticas sobre eventos a nivel local, regional y nacional. Inicialmente, se producía semanalmente mediante un esténcil a mano y se distribuía de forma gratuita entre los habitantes de Puerto Cumarebo, la capital del municipio Zamora (Falcón). En sus inicios, la autoría del periódico se mantenía en el anonimato, pero más tarde se hizo pública. Con el avance tecnológico, se empezó a imprimir en papel y se extendió su distribución a otras localidades del estado Falcón, así como se incrementó el número de páginas.
En el periódico, Pérez Reyes trata cuestiones de interés social, ambiental y jurídico utilizando un lenguaje claro y accesible. Su estilo es una combinación de ironía, humor, provocación, reflexión y construcción, con el propósito de fomentar el debate y la conciencia sobre los problemas que afectan al municipio y al país. Además, comparte sus intereses personales en música, lectura y cultura local y regional.
En la actualidad, el Pica y Juye no tiene una versión impresa, pero tiene presencia en las redes sociales, y "Faengo" Pérez mantiene una columna de opinión del mismo nombre en el Diario La Mañana (Venezuela).

## Otras facetas
Ernesto Rafael Pérez Reyes ha realizado otras actividades en el ámbito de la comunicación y la educación, además de su labor como abogado, escritor y político. Entre ellas se encuentran:

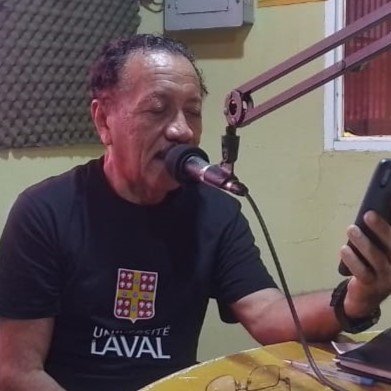
Ernesto Pérez como locutor en el programa "Bolereando", vistiendo una camisa de la Universidad Laval (septiembre de 2023).

- Locutor profesional, con experiencia en varias emisoras de radio del estado Falcón, donde ha producido y conducido programas sobre música, cultura, política y derecho. Algunas de las emisoras en las que ha trabajado son: Radio Falcón 1350 AM, Radio Coro 780 AM y Cumarebo 105.9 FM.

- Moderador de diferentes programas de televisión en canales locales como Cumarebo TV, abordando temas de gestión pública y gobiernos locales.
- Colaborador en el podcast “Tribuna Municipal”, donde participa como invitado frecuente para analizar diversas facetas del marco legal y el funcionamiento de los municipios en Venezuela. Durante sus intervenciones en este programa, Pérez Reyes expone su visión sobre el rol del municipio como el eje fundamental para el progreso de la sociedad.[15]

## Vida personal
Está casado con Leida Josefina González de Pérez, docente, con quien tiene cinco hijos: Erick Leonardo, Erley Lesiree, Erdrick Leandro, Eryle Lesliee y Ernesto Rafael.
Su hijo menor, Ernesto Rafael, apodado “Ernestico” o “Tico”, murió a los 17 años el 21 de diciembre de 2007 como víctima inocente de la violencia armada en Venezuela.
Entre sus aficiones, Ernesto Pérez tiene gusto por la música, la lectura y el deporte. Le gusta el bolero, género musical que suele escuchar y compartir en su programa radial Bolereando. También le gusta el béisbol, siendo seguidor del equipo de los Navegantes del Magallanes.